# Nino Rota, l'amico magico
Nino Rota, l'amico magico è un album discografico in studio del gruppo musicale italiano Piccola Orchestra Avion Travel, pubblicato nel 2009 e che contiene reinterpretazioni delle musiche del grande compositore di colonne sonore Nino Rota.

## Tracce
1. Parlami di me
2. Pelle bianca
3. The Immigrant
4. Brucia la terra
5. Ai giochi addio
6. Canzone arrabbiata
7. Amarcord
8. Lla rì lli rà
9. Gelsomina
10. Bevete più latte
11. Quello che non si dice (New Carpet)
12. Lo struscio
13. La passerella di otto e mezzo

## Classifiche
| Classifica (2009) | Posizione massima |
| ----------------- | ----------------- |
| Italia            | 32                |